# Rossas (Vieira do Minho)
Rossas é uma vila portuguesa sede da Freguesia de Rossas do Município de Vieira do Minho, freguesia com 32,39 km² de área e 1468 habitantes (censo de 2021), tendo, assim, uma densidade populacional de 45,3 hab./km².
A povoação de Rossas foi elevada à categoria de vila em 12 de julho de 2001. A vila de Rossas situa-se a 11 km SSE da sede do município.

## História
A freguesia já era mencionada em documentos de 1014 e em documentos de 1195 acerca de um mosteiro que ali existia.
As Inquirições de 1220 incluem-na na Terra de Lanhoso. Parte da sua área era couto. Teve foral manuelino concedido a 23 de Outubro de 1514. Sede de concelho, que veio a ser extinto em 1836. Do seu passado falam ainda o pelourinho, classificado como monumento nacional, e alguns restos de velhos solares.
Em 1839 aparece no concelho de Guimarães e em 1852 no de Vieira do Minho. Foi abadia da apresentação dos Abreus, senhores de Regalados cabeça do antigo concelho de Rossas, cuja sede era Celeirô. Os documentos antigos relativos a esta freguesia não autorizam a grafia "Rossas".
Foi vila e sede de concelho entre 1510 e 1836. Era constituído pelas freguesias de Rossas e dos Anjos. Tinha, em 1801, 2 482 habitantes. Na antiga grafia era "Roças".

## Demografia
A população registada nos censos foi:
| Distribuição da População por Grupos Etários | Distribuição da População por Grupos Etários | Distribuição da População por Grupos Etários | Distribuição da População por Grupos Etários | Distribuição da População por Grupos Etários |
| -------------------------------------------- | -------------------------------------------- | -------------------------------------------- | -------------------------------------------- | -------------------------------------------- |
| Ano                                          | 0-14 Anos                                    | 15-24 Anos                                   | 25-64 Anos                                   | > 65 Anos                                    |
| 2001                                         | 320                                          | 385                                          | 933                                          | 433                                          |
| 2011                                         | 217                                          | 187                                          | 855                                          | 414                                          |
| 2021                                         | 139                                          | 132                                          | 739                                          | 458                                          |

## Património
- Pelourinho de Rossas
- Monte do Castelo
- Aldeia de Agra
- Igreja Paroquial de São Salvador de Rossas
- Pelourinho de Celeirô
- Casa do Bairral
- Capela de Santa Marta
- Pontes de Parada
- São Pedro e Lamedo
- Casa das Carrancas
- Casa da Torre